# Gon (manga)
Gon (japonsky ゴン) je japonská němá manga o sedmi svazcích, jejímž autorem je Masaši Tanaka. Manga původně vycházela v časopisu Morning nakladatelství Kódanša v letech 1991 až 2002. V Česku vydalo první svazek nakladatelství Calibre Publishing v roce 2000, ale pro nepříliš velký zájem ukončilo vydávání. V roce 2012 až 2015 vznikla v japonsko-korejské koprodukci stejnojmenná anime adaptace v podobě televizního seriálu o 76 dílech.